# Uropeltis ocellata
Uropeltis ocellata är en ormart som beskrevs av Beddome 1863. Uropeltis ocellata ingår i släktet Uropeltis och familjen sköldsvansormar.
Arten förekommer i södra delen av bergstrakten Västra Ghats i Indien. Ett fynd från delstaten Madhya Pradesh i centrala Indien tillhör kanske denna art. I södra Indien ligger utbredningsområdet mellan 600 och 2000 meter över havet. Habitatet utgörs av fuktiga skogar.
Uropeltis ocellata vilar i underjordiska bon som ofta ligger under stenar eller under trädstammar som ligger på marken. Den äter daggmaskar och andra maskar. Honor föder levande ungar men äggen kläcks i samband med födelsen (ovovivipar).
Det finns antagligen inga hot mot beståndet. Arten kan anpassa sig till jordbruk intill skogarna så länge det inte är intensivt. IUCN kategoriserar arten globalt som livskraftig.

## Underarter
Arten delas in i följande underarter:
- U. o. gansi
- U. o. krishnasami
- U. o. ocellata